# Hard Action
Hard Action ist eine finnische Rock-Band aus Helsinki.

## Geschichte
Der Gitarrist Ville Valauvuo und der Schlagzeuger Markus Hietamies spielten seit 2007 in der inzwischen aufgelösten Band Speedtrap. Beide wollten bereits seit Jahren eine Rock-’n’-Roll-Band gründen, konnten aber keinen passenden Sänger dafür finden. Im Jahre 2014 traf sich Valauvuo mit dem Sänger Günter Kivioja und erwähnte eher beiläufig sein Vorhaben. Zusammen mit dem Bassisten Ari-Pekka Heinola wurde noch im selben Jahr die Band Hard Action gegründet. Die Band wurde von Svart Records unter Vertrag genommen und veröffentlichte noch im Gründungsjahr die erste Single Dead Dogs. Ein Jahr später folgte das erste Album Sinister Vibes, das von Tapio Lepistö produziert wurde. Ein Jahr später folgte mit Hands Dripping Red eine zweite Single. Hard Action spielten zahlreiche Konzerte und Festivals. Anfang 2017 veröffentlichte die Band die 7"-Single Tied Down, die auf der B-Seite eine Coverversion des Liedes Robot Man von den Scorpions enthielt. Im Frühjahr 2017 nahm die Band ihr zweites Album Hot Wired Beat auf, das am 1. Dezember 2017 veröffentlicht wurde. Das deutsche Magazin Rock Hard kürte Hot Wired Beat zum Album des Monats.

## Stil
Laut Ville Valauvuo wollte die Band die Musik miteinander verbinden, mit der die Bandmitglieder aufgewachsen sind, als Punkrock mit dem Hard Rock der späten 1960er und frühen 1970er Jahre. Zu den Haupteinflüssen zählt Valauvuo The Stooges, MC5, die Ramones und Motörhead.

## Diskografie

### Alben
- 2015: Sinister Vibes
- 2017: Hot Wired Beat

### Singles
- 2014: Dead Dogs
- 2016: Hands Dripping Red
- 2017: Tied Down